# Johann Ehrenhold Ullmann
Johann Ehrenhold Ullmann  (* 1779 in Geyer; † 27. November 1831 in Jaworzno) war ein Professor und Bergbeamter. Das Fossil Euomphalia Ulmanni wurde nach ihm benannt.

## Ausbildung und Beruf
Johann Ehrenhold Ullmann studierte ab 1795 (Matrikel-Nr. 431/1795) bis etwa 1800 an der Bergakademie Freiberg in Sachsen. Er war Schüler von Abraham Gottlob Werner und an der Geognostischen Landesuntersuchung Sachsens beteiligt. Von 1804 bis 1805 wirkte er als Bergamtsprotokollant in Johanngeorgenstadt. Später wurde er Bergamtsassessor, Vizeobereinfahrer, sächsischer Bergmeister und Kobaltinspektor in Schneeberg. 

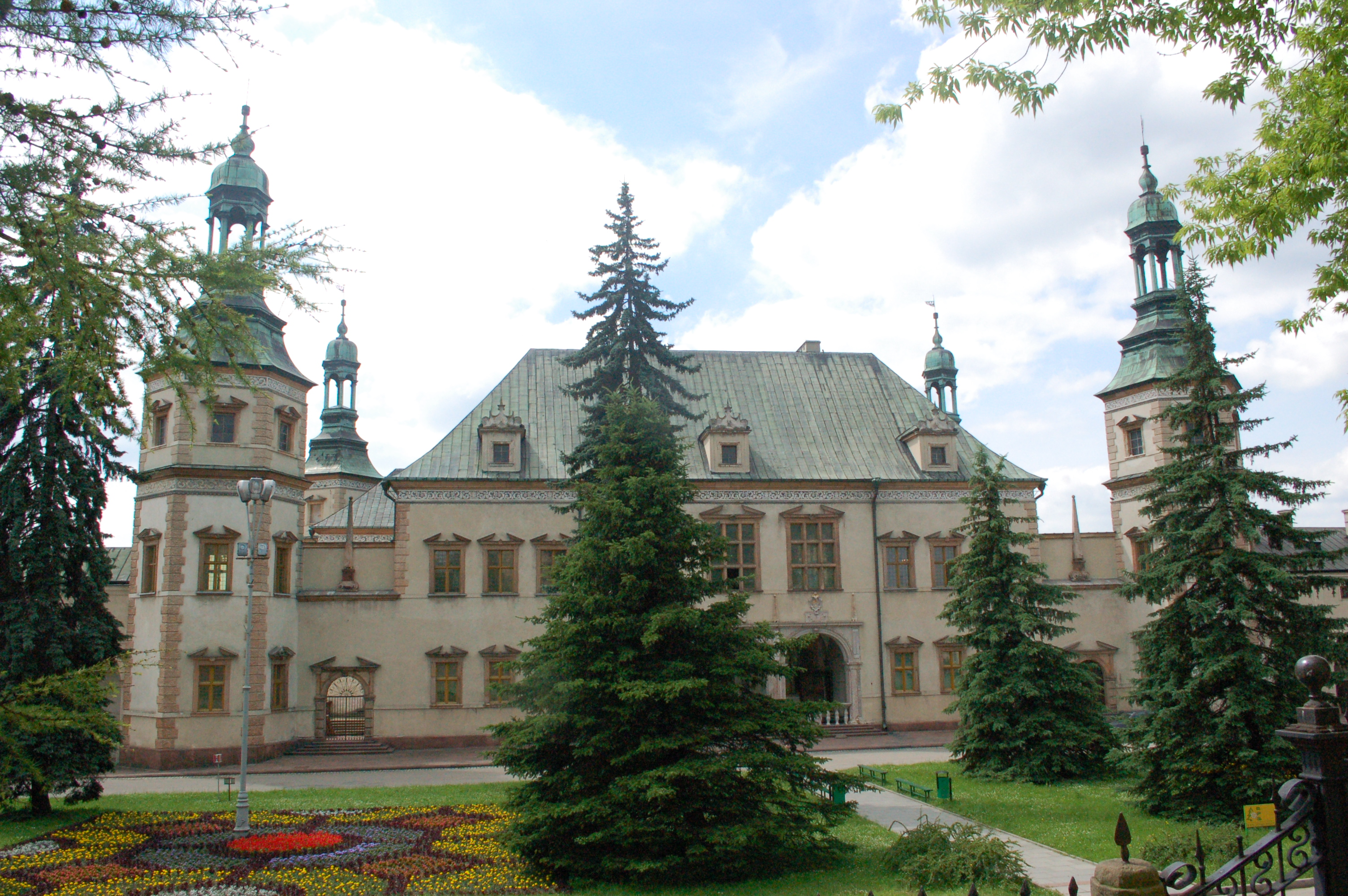
Vorderansicht der Bergakademie Kielce

Von 1810 bis 1815 wurde er vom sächsischen König als Bergkommissionsrat in das damalige Herzogtum Warschau gesendet, um den dortigen Bergbau zu entwickeln. Er wurde in Polen der Chef und Organisator des gesamten polnischen Bergbaus. Als polnischer Oberberghauptmann und als Direktor der Bergdirektion in Krakau erhielt er ein Gehalt von 18.000 polnischen Gulden. Im Jahr 1816 wurde unter der Federführung von Stanisław Staszic, vom Königreich Polen beschlossen, im ehemaligen Bischofspalast Kielce eine Bergakademie nach dem Muster der sächsischen Bergakademie Freiberg einzurichten. Aus diesem Grund wurde Johann Ehrenhold Ullmann angeboten, neben der Funktion als Direktor der Bergdirektion auch Direktor der neu gegründeten Bergakademie Kielce zu werden. Johann Ehrenhold Ullmann bat 1816 den sächsischen König um Erlaubnis zum Übertritt in den Dienst im Königreich Polen und ebenso, auch zukünftig den Titel eines sächsischen Bergrats tragen zu dürfen. 
Im Sommer 1816 wurden weitere offizielle Schreiben von Polen nach Dresden gesendet, in denen unter anderem um die Vermittlung von Bergfachleuten und Hochschulprofessoren für den Schulbetrieb an der Bergakademie Kielce gebeten wurde. Johann Ehrenhold Ullmann und sein Kollege und Freiberger Kommilitone Jozef Tomaszewski (Professor für Oryktognosie und Geognosie) halfen bei der Benennung möglicher Bergsachverständiger für die Lehrtätigkeit in Polen. Da Sachsen im Jahr 1815 nach den Festlegungen des Wiener Kongresses einen bedeutenden Teil seines Territoriums an Preußen abtreten musste, befand es sich in einer schwierigen wirtschaftlichen Situation. Sachsen konnte vielen Wissenschaftlern kein vergleichbares Angebot unterbreiten, so dass einige sächsische Gelehrte als Bergsachverständige und Professoren für die Bergakademie Kielce gewonnen werden konnten.
Im Jahr 1817 begann der Unterricht an der Bergakademie Kielce. Die Bergakademie war somit die erste technische Universität in Polen. Johann Ehrenhold Ullmann wurde der erste Direktor der Bergakademie und war 1825 Professor für Bergrecht in Kielce.

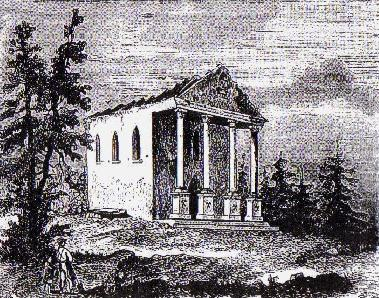
Grabkapelle des Johann Ehrenhold Ullmann in Jaworzno um 1850

Für seine bedeutenden Verdienste für die Entwicklung des Bergbaus erhielt er vom Kaiser von Russland und König von Polen Alexander I. im Jahr 1818  den Orden des heiligen Stanislaus 2. Klasse.
Im Jahr 1827 bat er aus gesundheitlichen Gründen um seine Pensionierung. Als Johann Ehrenhold Ullmann (Jan E. Ullmann) im Jahr 1831 starb, wurde er auf eigenen Wunsch in einem Bleisarg, in einer für ihn auf einem malerischen Hügel in Jaworzno gebauten Kapelle, beerdigt. Später verfiel die protestantische Kapelle und das Grab wurde im Jahr 1920 wegen einer vermeintlichen goldenen Uhr geplündert. Heute erinnert auf dem Schulhof von Jaworzno ein Gedenkstein an den ersten Direktor der Technischen Universität Kielce, der ersten polnischen technischen Universität.

## Anmerkung zum Adelstitel
Während Johann Ehrenhold Ullmann bis zum Jahr 1830 im Kalender für den Sächsischen Berg- und Hüttenmann ohne Adelskennzeichen „von“ genannt wurde, führte man ihn 1831 mit Adelskennzeichen „von Ullmann“. Im Kalender von 1834 wird er als im Jahr 1831 verstorbener Bergrat „von Ullmann“ aus Kielce bezeichnet. Bisher konnte in den Quellen noch kein Nachweis gefunden werden, ob und wann er geadelt wurde. Möglicherweise wurde er im Jahr 1818 mit der Ordensverleihung durch Alexander I. geadelt und zum Ritter des Stanislausordens ernannt.

## Literatur

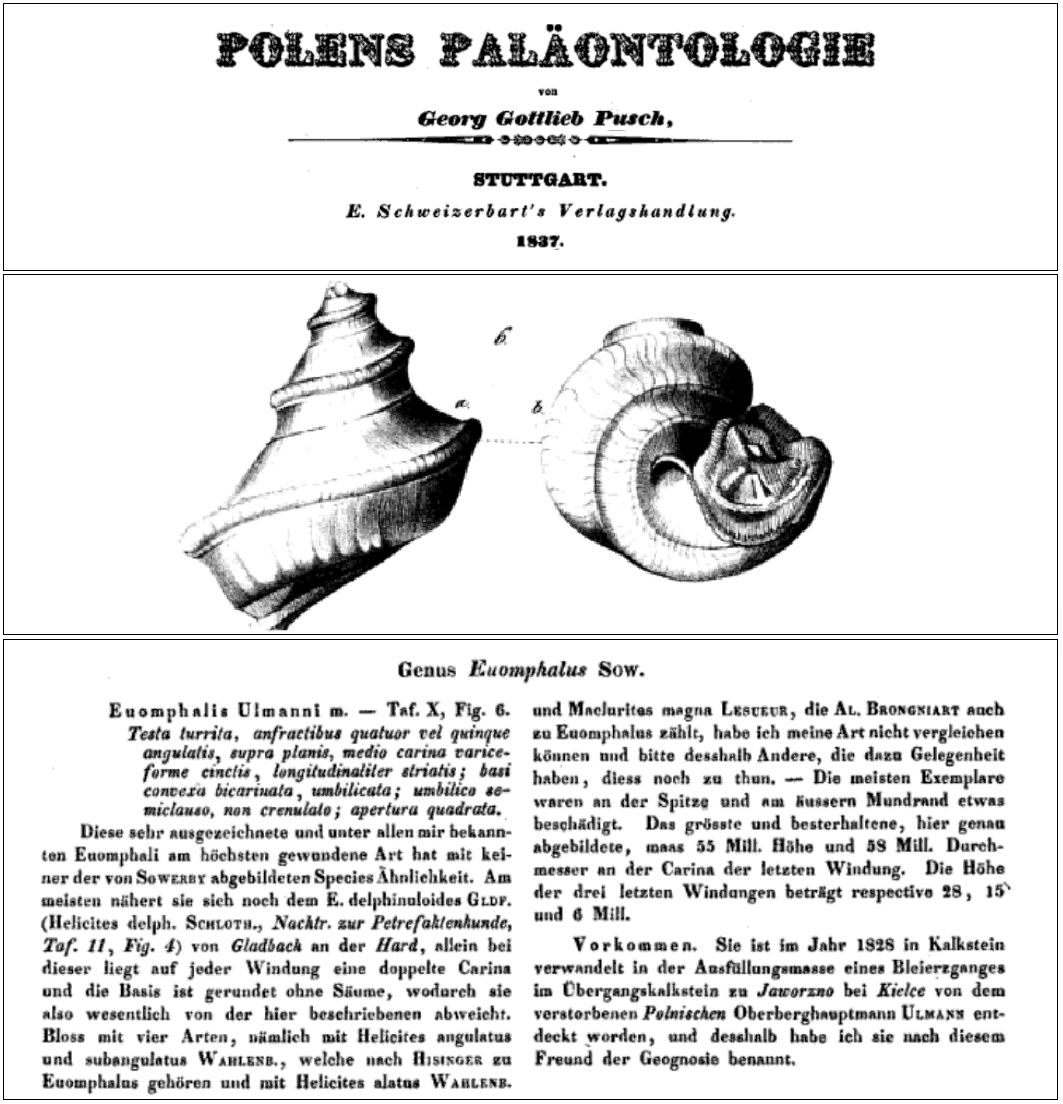
Das Fossil Euomphalis Ulmanni

## Digitalisate
- Georg Gottlieb Pusch: Polens Paläontologie oder Abbildung und Beschreibung der vorzüglichsten und der noch unbeschriebenen Petrefakten aus den Gebirgsformationen in Polen, Volhynien und den Karpathen nebst einigen allgemeinen Beiträgen zur Petrefaktenkunde und einem Versuch zur Vervollständigung der Geschlechte des europäischen Auer-Ochsen. E. Schweizerbart, Stuttgart  1837, Seite 106 Digitalisat